# Longyang

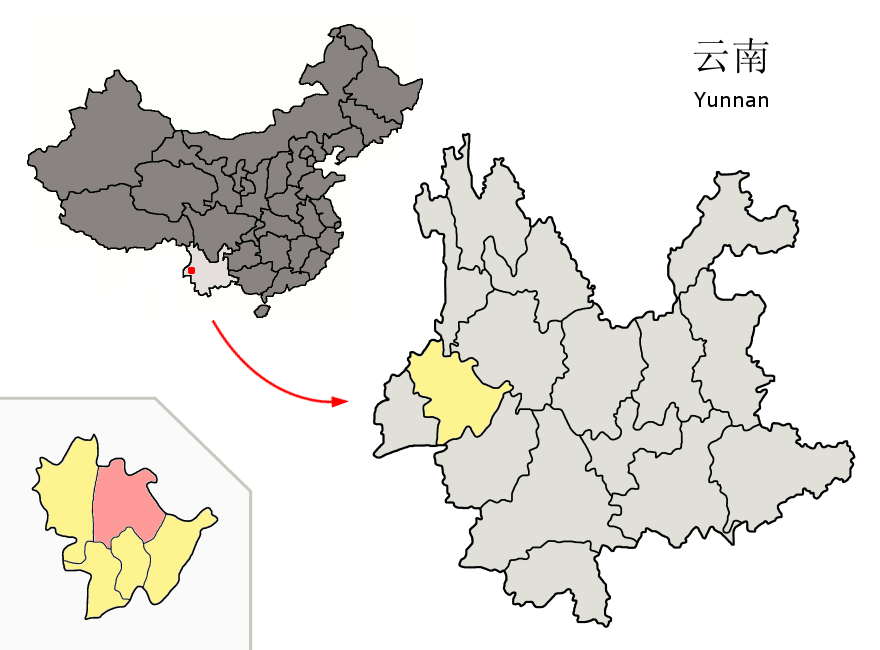
Lage des Kreises Longyang (rosa) in Baoshan (gelb)

Der Stadtbezirk Longyang (chinesisch 隆阳区, Pinyin Lóngyáng Qū) ist ein chinesischer Stadtbezirk im Norden der bezirksfreien Stadt Baoshan im Westen der Provinz Yunnan. Er hat eine Fläche von 4.827 km² und zählt 903.081 Einwohner (Stand: Zensus 2020).

## Administrative Gliederung
Auf Gemeindeebene setzt sich der Stadtbezirk aus zwei Straßenvierteln, sechs Großgemeinden und sechs Gemeinden und vier Nationalitätengemeinden zusammen. Diese sind:
- Straßenviertel Yongchang (永昌街道);
- Straßenviertel Lancheng (兰城街道);
- Großgemeinde Banqiao (板桥镇);
- Großgemeinde Hanzhuang (汉庄镇);
- Großgemeinde Hetu (河图镇);
- Großgemeinde Lujiang (潞江镇);
- Großgemeinde Pupiao (蒲缥镇);
- Großgemeinde Wayao (瓦窑镇);
- Gemeinde Bingma (丙麻乡);
- Gemeinde Jinji (金鸡乡);
- Gemeinde Shuizhai (水寨乡);
- Gemeinde Wadu (瓦渡乡);
- Gemeinde Xinjie (辛街乡);
- Gemeinde Xiyi (西邑乡);
- Gemeinde Mangkuan der Yi und Dai (芒宽彝族傣族乡);
- Gemeinde Wafang der Yi und Miao (瓦房彝族苗族乡);
- Gemeinde Wama der Yi und Bai (瓦马彝族白族乡);
- Gemeinde Yangliu der Bai und Yi (杨柳白族彝族乡).